# Tiocianato de potássio
Tiocianato de potássio é o composto químico com a fórmula molecular KSCN. É um sal importante do tiocianato de ânion, um dos pseudo. O composto tem um ponto de fusão baixo em relação à maioria dos outros sais inorgânicos.

## Use em síntese química
Aquoso KSCN quase reage quantitativamente com Pb(NO3)2 para ter Pb(SCN)2, que foi usado para converter os cloreto de acila em tiocianatos.
KSCN converte o carbonato de etileno em sulfeto de etileno. Para este efeito, o KSCN é primeiro fundido sob vácuo para remover a água. Numa reação relacionada, KSCN converte óxido de ciclo-hexeno para o correspondente epissulfido.
C6H10O  +  KSCN  →  C6H10S  +  KOCN
KSCN é também o produto de partida para a síntese do sulfeto de carbonila.

## Outros usos
Diluir KSCN aquosa é ocasionalmente usada para efeitos de sangue moderadamente realistas no cinema e teatro. Ele pode ser pintada sobre uma superfície ou mantido como uma solução incolor. Quando em contacto com o cloreto férrico (ou outras soluções contendo Fe3+), o produto da reação é uma solução com uma cor vermelha do sangue, devido à formação do complexo ion thiocyanatoiron. Assim, este produto químico é muitas vezes usado para criar o efeito de "estigmas". Uma vez que ambas as soluções são incolores, elas podem ser colocadas separadamente em cada lado. Quando as mãos entram em contato, as soluções reagir e o efeito parece muito com estigmas .
Do mesmo modo, esta reacção é utilizada como um teste para o Fe3+ no laboratório .